# Lankin (Dakota del Norte)
Lankin es una ciudad ubicada en el condado de Walsh, Dakota del Norte, Estados Unidos. Tiene una población estimada, a mediados de 2022, de 102 habitantes.

## Geografía
La localidad está ubicada en las coordenadas 48°18′53″N 97°55′13″O / 48.31472, -97.92028 (48.31467, -97.920258). Según la Oficina del Censo de los Estados Unidos, tiene una superficie de 0.74 km², correspondientes en su totalidad a tierra firme.

## Demografía
Según el censo de 2020, en ese momento había 102 personas residiendo en la localidad. La densidad de población era de 137.84 hab./km². El 87.25% de los habitantes eran blancos, el 1.96% eran amerindios, el 8.82% eran de otras razas y el 1.96% eran de una mezcla de razas. Del total de la población el 8.82% eran hispanos o latinos de cualquier raza.